# June Gable
June Gable (* 5. Juni 1945 in New York) ist eine US-amerikanische Schauspielerin, die durch die Rolle der Estelle Leonard in der US-amerikanischen Sitcom Friends bekannt wurde.

## Leben und Karriere
Die 1945 in New York geborene Gable studierte Schauspiel an der Carnegie Mellon University in Pittsburgh.
Gable hat eine lange Theaterkarriere und wirkte unter anderem an vier Broadway-Produktionen mit. Darunter war die Inszenierung von Candide oder der Optimismus, für die sie 1974 für einen Tony Award in der Kategorie Beste Nebendarstellerin in einem Musical nominiert wurde. Noch nicht einmal 30-jährig, hatte Gable darin die Rolle der Alten Frau verkörpert. Sie nahm in der Rolle der Snooks Keene am Broadway-Desaster Moose Murders teil, das 1983 nur eine Vorstellung schaffte. Sie war auch Teil der Zweitbesetzung bei der Revue Jacques Brel Is Alive and Well and Living in Paris. Ende 2012 war sie in der Hauptrolle „Marie“ in der Weltpremiere von Bill C. Davis’ Theaterstück „All Hallowed“ im Waco Civic Theatre unter der Regie von George Boyd zu sehen.
Seit Mitte der 1970er-Jahre steht Gable für Film- und Fernsehproduktionen vor der Kamera. Eine ihrer ersten Rollen hatte sie als Detective Battista in zwei Folgen der Polizei-Sitcom Barney Miller. Sie war auch Teil der Besetzung der kurzlebigen Neuauflage der Fernsehserie Rowan & Martin's Laugh-In im Jahr 1977. 1979 spielte sie die Rolle der „Rhoda Rooter“ im Live-Action TV-Special Legends of the Superheroes. Von 1994 bis 2003 war sie in der Sitcom Friends zu sehen: zunächst in der ersten Staffel (Folge 23) in der Rolle einer Krankenschwester; dann ab der zweiten Staffel in einer wiederkehrenden Nebenrolle als Estelle Leonard, die Leiterin der Estelle Leonard Talentagentur sowie Agentin von Matt LeBlancs Charakter Joey Tribbiani. Gable hatte zudem Gastauftritte in anderen bekannten Fernsehserien wie Miami Vice, Ganz große Klasse und Caroline in the City, außerdem Nebenrollen in mehreren Kinofilmen.

## Filmografie (Auswahl)
- 1976: Newman’s Drugstore (Fernsehfilm)
- 1976/1977: Barney Miller (Fernsehserie, 2 Folgen)
- 1977–1978: Laugh-In (Fernsehserie, 6 Folgen)
- 1979: Legends of the Superheroes (Fernseh-Special)
- 1987: Crime Story (Fernsehserie, Folge 2x07)
- 1989: Brenda Starr
- 1989: Miami Vice (Fernsehserie, Folge 5x21)
- 1989: Die Teufelin (She-Devil)
- 1990: Ganz große Klasse (Head of The Class, Fernsehserie, Folge 5x15)
- 1990–1996: Dream On (Fernsehserie, 7 Folgen)
- 1994: Verrückt nach dir (Mad About You, Fernsehserie, Folge 3x10)
- 1994–2003: Friends (Fernsehserie, 11 Folgen)
- 1997: Ein Vater zum Küssen (The Tony Danza Show, Fernsehserie, Folge 1x04)
- 1998: Caroline in the City (Fernsehserie, Folge 3x14)
- 2000: Sally Hemings: An American Scandal (Fernsehfilm)
- 2018: Die Woche (The Week Of)
- 2022: Somewhere in Queens